# Теорема Гливенко — Кантелли
Теорема Гливе́нко — Канте́лли в математической статистике уточняет результат о сходимости выборочной функции распределения к её теоретическому аналогу.

## Формулировка
Пусть {\displaystyle X_{1},\ldots ,X_{n},\ldots } - бесконечная выборка из распределения, задаваемого функцией распределения {\displaystyle F}. Пусть {\displaystyle {\hat {F}}} - выборочная функция распределения, построенная на первых {\displaystyle n} элементах выборки. Тогда
{\displaystyle \lim \limits _{n\to \infty }\sup \limits _{x\in \mathbb {R} }\left|{\hat {F}}(x)-F(x)\right|=0\;} почти наверное,
где символ {\displaystyle \sup } обозначает точную верхнюю грань.
В случае непрерывной функции распределения {\displaystyle F} теорема была доказана советским математиком Гливенко. На случай произвольной функции распределения теорема обобщена итальянским математиком Кантелли. Оба результата опубликованы в одном и том же журнале в 1933 году.

## Доказательство
Обозначим {\displaystyle D_{n}(\omega )=\sup _{x\in \mathbb {R} }\left|{\hat {F}}(x)-F(x)\right|}. Так как обе функции распределения непрерывны справа, то значение в любой точке можно приблизить точками из рациональной окрестности {\displaystyle D_{n}(\omega )=\sup _{x\in \mathbb {Q} }\left|{\hat {F}}(x)-F(x)\right|}
Так как объединение счетного числа измеримых функций измеримо, то {\displaystyle D_{n}} — случайная величина
Зафиксируем {\displaystyle N\in \mathbb {N} } и положим {\displaystyle x_{N,k}=\inf \left\{x\in \mathbb {R} :F(x)\geq {\frac {k}{N}}\right\}}. Легко заметить, что {\displaystyle x_{N,0}=-\infty ;x_{N,N}=\infty ;\forall k\in \{1,\dots ,N-1\}\hookrightarrow x_{N,k}} конечно
Рассмотрим теперь {\displaystyle x} на произвольном промежутке {\displaystyle [x_{N,k},x_{N,k+1})} и оценим интересующую нас разность через значения на концах:
{\displaystyle {\hat {F}}(x)-F(x)\leq {\hat {F}}(x_{N,k+1}-0)-F(x_{N,k})={\hat {F}}(x_{N,k+1}-0)-F(x_{N,k+1}-0)+F(x_{N,k+1}-0)-F(x_{N,k})\leq {\hat {F}}(x_{N,k+1}-0)-F(x_{N,k+1}-0)+{\frac {1}{N}}}
Аналогично прибавлением и вычитанием {\displaystyle F(x_{N,k})} доказывается, что {\displaystyle {\hat {F}}(x)-F(x)\geq {\hat {F}}(x_{N,k})-F(x_{N,k})-{\frac {1}{N}}}
Получаем, что {\displaystyle D_{n}\leq \max _{1\leq k\leq N-1}\left(\max \left(|{\hat {F}}(x_{N,k+1}-0)-F(x_{N,k+1}-0)|,|{\hat {F}}(x_{N,k})-F(x_{N,k})|\right)+{\frac {1}{N}}\right)}
Теперь по следствию из УЗБЧ имеем {\displaystyle {\hat {F}}(x)\xrightarrow {\text{п.н.}} F(x),{\hat {F}}(x-0)={\hat {P}}((-\infty ,x))\xrightarrow {\text{п.н.}} P((-\infty ,x))\Rightarrow } для достаточно больших {\displaystyle N\in \mathbb {N} } и почти всех {\displaystyle \omega \in \Omega \hookrightarrow {\overline {\lim _{n}}}\sup _{x\in \mathbb {R} }|{\hat {F}}(x)-F(x)|{\stackrel {\text{п.н.}}{<}}\varepsilon \Rightarrow D_{n}(\omega )\xrightarrow {\text{п.н.}} 0}